# Joe Lydon
Pour les articles homonymes, voir Lydon.
Joe Lydon est un boxeur et footballeur américain né le 2 février 1878 à Swinford, Irlande, et mort le 19 août 1937 à Saint Louis, Missouri.

## Carrière
Il remporte aux Jeux olympiques de 1904 à Saint-Louis la médaille de bronze dans la catégorie poids welters. Battu en demi-finale par son compatriote Harry Spanjer, Lydon concourt également avec la sélection américaine de football qui gagne la médaille d'argent lors de ces mêmes Jeux olympiques.

## Palmarès

### Jeux olympiques
- Jeux olympiques de 1904 à Saint-Louis (football)
- Jeux olympiques de 1904 à Saint-Louis (boxe, poids welters)